# Frans van Anraat
Frans Cornelis Adrianus van Anraat, nizozemski poslovnež, * 9. avgust 1942, Den Helder.
Van Anraat je trenutno v sodnem postopku zaradi obtožbe sodelovanja pri genocidu. Med 70. letih 20. stoletja je tako Iraku prodal večjo količino surovin za izdelavo kemičnih orožjih, ki jih je nato Irak uporabil v iraško-iranski vojni in pri zatrtju upora Kurdov.
Sprva je bil leta 2005 obsojen na 15 let zapora, a se je pritožil na višje sodišče.